# Grodziec (gmina Ozimek)
Grodziec (niem. Friedrichsgrätz) – wieś w Polsce, położona w województwie opolskim, w powiecie opolskim, w gminie Ozimek. Według spisu ludności z 2022 r. wioska liczy 1335 mieszkańców i zajmuje powierzchnię 20,35 km². Daje to gęstość zaludnienia wynoszącą 65,6 mieszkańców na km².
W latach 1954–1961 wieś należała i była siedzibą władz gromady Grodziec, po jej zniesieniu w gromadzie Ozimek. W latach 1975–1998 miejscowość należała administracyjnie do województwa opolskiego.
Wieś została założona w 1752 r. wśród lasów jako kolonia braci czeskich, chroniących się w protestanckich Prusach przed prześladowaniami religijnymi. Swoją nazwę otrzymała na cześć ówczesnego króla Prus, Fryderyka II. W 1945 r. wieś została włączona do Polski jako Grodziec, zaś jej ówczesna ludność wyjechała do ojczyzny swoich przodków, czyli do Czech. Wieś ma charakterystyczny dla XVIII-wiecznej kolonizacji fryderycjańskiej geometryczny układ przestrzenny. Osią osady jest prosta droga z równoległym kanałem, gęsto zabudowana po obu stronach domami wiejskimi zwróconymi ku niej przeważnie szczytami.
W 1945 r. osiedlono tu Polaków wypędzonych z Kresów Wschodnich, głównie z Biłki Szlacheckiej w powiecie lwowskim. Z kościoła parafialnego w Biłce przywieźli oni ze sobą łaskami słynący obraz Matki Bożej, umieszczając go w tutejszej świątyni, która ze zboru protestanckiego przekształcona została w kościół katolicki pod wezwaniem Matki Bożej Częstochowskiej i św. Wojciecha. Wraz z parafinami przyjechał z Biłki do Grodźca także ich dotychczasowy proboszcz, ks. Wincenty Urban, późniejszy biskup pomocniczy archidiecezji wrocławskiej. W 1946 r. powstała tu osobna parafia. 1 maja 1994 r. obraz Matki Bożej Biłecko-Grodzieckiej, nazywany Patronką Sybiraków, został uroczyście koronowany, a parafia w Grodźcu ogłoszona sanktuarium maryjnym.
W Grodźcu kontynuowane są tradycje kresowe i śląskie. Mieszkańcy dbają też o groby czeskich poprzedników.
W 2015 r. odsłonięto pomnik Polakom wypędzonym z Kresów Wschodnich oraz tablicę z nazwiskami osób wypędzonych z Kresów w 1945 r. i osiedlonych w Grodźcu. Pomnik zaprojektowała Łucja Furman, wykonał Krzysztof Lewczak, ufundowały go wspólnie Stowarzyszenie „Nasz Grodziec” oraz Sołtys Grodźca wraz z Radą Sołecką wsi.

## Zabytki
Do wojewódzkiego rejestru zabytków wpisany jest kościół parafialny pw. Matki Boskiej Częstochowskiej i św. Wojciecha (ul. Częstochowska) z 1891 r.